# 찬동자체육단
찬동자체육단(贊同者體育團)은 조선민주주의인민공화국 1부 리그의 축구 클럽이다. 1989년에 처음 우승을 차지했다.

## 조선민주주의인민공화국 1부 리그
- 1989년 우승